# مادام دو باری

پرتره مادام دوباری ترسیم شده در سال ۱۷۸۱ میلادی.

ژان بکو، کنتس دو باری (Jeanne Bécu, comtesse du Barry؛ زادهٔ ۱۹ اوت ۱۷۴۳ – درگذشتهٔ ۸ دسامبر ۱۷۹۳) آخرین معشوقهٔ رسمی لویی پانزدهم پادشاه فرانسه بود. او در جریان انقلاب فرانسه به اتهام خیانت، به‌ویژه به ظن کمک به مهاجران برای فرار از کشور، با گیوتین اعدام شد. او با نام «مادمازل ووبرنیه» نیز شناخته می‌شد.
در سال ۱۷۶۸، زمانی که پادشاه تصمیم گرفت ژان را به‌عنوان معشوقه رسمی خود منصوب کند، تشریفات دربار ایجاب می‌کرد که وی همسر یکی از درباریان عالی‌رتبه باشد؛ از این رو، او به‌سرعت در ۱ سپتامبر ۱۷۶۸ با کنت گیوم دو باری ازدواج کرد. مراسم ازدواج با استفاده از گواهی تولد جعلی که توسط ژان-باپتیست دو باری، برادر بزرگ‌تر کنت تهیه شده بود، همراه شد. این گواهی ژان را سه سال جوان‌تر نشان می‌داد و پیشینهٔ فقیرانهٔ او را پنهان می‌کرد. از آن پس، وی به‌عنوان معشوقهٔ رسمی پادشاه شناخته شد.
حضور او در دربار سلطنتی فرانسه، به‌دلیل پیشینه‌اش به‌عنوان یک روسپی و زنی با منشأ فرودست، برخی را به خشم آورد. بسیاری از جمله ماری آنتوانت از او روی‌گردان بودند و تحقیر این ملکه نسبت به ژان، موجب نگرانی و تفرقه در دربار شد. در روز اول ژانویهٔ ۱۷۷۲، ماری آنتوانت سرانجام با او سخن گفت؛ جمله‌اش «امروز افراد زیادی در ورسای هستند» برای فرونشاندن اختلافات کافی بود، هرچند بسیاری همچنان ژان را نمی‌پذیرفتند.
دهه‌ها بعد، در دوران حکومت وحشت، ژان بر اساس اتهاماتی که توسط خدمتکارش زامور مطرح شد، زندانی و سپس در ۸ دسامبر ۱۷۹۳ با گیوتین اعدام شد. پیکرش در گورستان مادلن دفن شد. گوهرهای باشکوهی که به لندن قاچاق کرده بود، در سال ۱۷۹۵ در حراجی به فروش رسید.

## سال‌های آغازین
ماری-ژان بکو دختر نامشروع آن بکو، یک خیاط ۳۰ ساله بود. پدر ژان مشخص نیست، اما احتمالاً ژان ژاک گومار، یک راهب فرقه‌ای با نام فرر آنژ، پدرش بوده‌است. یکی از آشنایان مادرش به نام بییار-دومونسو که گمان می‌رود معشوق موقت آن بوده باشد، زمانی که ژان سه‌ساله بود، او و مادرش را از ووکولور به پاریس آورد. در آنجا، آن به‌عنوان آشپز برای معشوقهٔ دومونسو، فرانچسکا، کار می‌کرد که ژان را بسیار نوازش می‌کرد. تحصیلات ابتدایی ژان در صومعهٔ سنت اور در حومهٔ پاریس آغاز شد.
در پانزده‌سالگی، ژان صومعه را ترک کرد. در همان زمان، او و مادرش از خانهٔ دومونسو بیرون شدند و به خانهٔ شوهر مادرش، نیکولا رانسون، بازگشتند. ژان برای تأمین درآمد، ابتدا به فروش اشیای زینتی در خیابان‌های پاریس پرداخت. در ۱۷۵۸، او با یک آرایشگر جوان به نام لامتس آشنا شد و رابطه‌ای کوتاه با او برقرار کرد که طبق برخی شایعات، حاصل آن دختری بود. سپس به‌عنوان همدم یک بیوهٔ سالخورده به نام مادام دو لا گارد مشغول شد، اما هنگامی‌که توجه پسران و عروس یکی از آن‌ها را به خود جلب کرد، از آن خانه نیز اخراج شد.
از ۱۷۶۳، ژان در فروشگاه شیک «لا توالت» که توسط مادام لابیل و شوهرش اداره می‌شد، به‌عنوان دستیار کلاه‌فروش و گریزت مشغول شد. دختر لابیل، آدلااید لابیل-گیار، بعدها دوست صمیمی ژان شد.

## ورود به دنیای اشراف و رابطه با دو باری
ژان، با موهای بلوند، چهره‌ای زیبا و چشمان بادامی آبی، توجه بسیاری را به خود جلب می‌کرد. در ۱۷۶۳، هنگام بازدید از فاحشه‌خانه-کازینوی مادام کوئیسنوا، زیبایی او چشم ژان-باپتیست دو باری، صاحب مکان را گرفت. دو باری او را به‌عنوان معشوقه به خانه‌اش آورد و نامش را مادمازل لانژ گذاشت. از ۱۷۶۶، دو باری شروع به معرفی ژان به محافل اشرافی پاریس کرد و او را به یکی از برجسته‌ترین روسپی‌های طبقهٔ بالای جامعهٔ فرانسه تبدیل کرد.

## معشوقهٔ لویی پانزدهم (۱۷۶۸–۱۷۷۴)
ژان به‌سرعت به چهره‌ای مشهور در پاریس تبدیل شد و مشتریان اشراف‌زاده و بانفوذی پیدا کرد. در میان آن‌ها، مارشال دو ریشلیو برجسته‌ترین بود. گرچه دوک شوازول او را معمولی می‌دانست، اما در سال ۱۷۶۸، او را به ورسای برد، جایی که لویی پانزدهم برای نخستین‌بار او را دید. پادشاه به‌شدت مجذوب او شد و از خدمتکار مورد اعتماد خود دومینیک لبل خواست که ژان را نزدش بیاورد.
در آن زمان، ملکه ماری لشژینسکا در حال مرگ بود و ژان آن‌قدر به‌طور مکرر به خوابگاه پادشاه فراخوانده می‌شد که موجب نگرانی لبل نسبت به موقعیتش شد. پس از مرگ ملکه در ژوئن ۱۷۶۸، لویی پانزدهم تصمیم گرفت رابطهٔ جدیدی را آغاز کند. اما چون ژان از طبقهٔ پایین و یک روسپی بود، نمی‌توانست به‌عنوان معشوقهٔ رسمی منصوب شود؛ از این‌رو، پادشاه فرمان داد که او با مردی اشرافی ازدواج کند تا بتواند رسماً به دربار بیاید.
در ۱ سپتامبر ۱۷۶۸، ژان با کنت گیوم دو باری، برادر کوچک‌تر معشوق پیشین خود، ژان-باپتیست دو باری، ازدواج کرد. در مراسم ازدواج، گواهی تولدی جعلی توسط ژان-باپتیست تهیه شد که در آن ژان سه سال جوان‌تر و با تبار اشرافی معرفی شده بود.
ژان در اتاق‌های سابق لبل، واقع در بالای اقامتگاه پادشاه، اسکان یافت، اما تا زمانی که رسماً در دربار معرفی نشده بود، نمی‌توانست به‌طور عمومی با پادشاه دیده شود. هیچ‌یک از اشراف‌زادگان او را نمی‌پذیرفتند و نیاز بود که کسی او را در دربار معرفی کند. دوک ریشلیو سرانجام مادام دو برن را برای این کار یافت، که با پرداخت بدهی‌های هنگفت قمارش، راضی به انجام معرفی شد.
در نخستین تلاش، مادام دو برن با تظاهر به رگ‌به‌رگ‌شدن پا از مراسم شانه خالی کرد. بار دوم، برنامه به‌دلیل زمین‌خوردن پادشاه از اسب و شکستن دستش لغو شد. سرانجام، ژان در ۲۲ آوریل ۱۷۶۹ در میان شایعات فراوان در تالار آیینه کاخ ورسای معرفی شد. او لباسی سفید نقره‌ای با نخ‌های طلا و زیورآلاتی که پادشاه شب پیش برایش فرستاده بود به تن داشت و آرایش موی پرزرق‌وبرقش آن‌قدر طول کشید که جمع منتظر ماند.
ژان ابتدا با کلر فرانسواز دو باری، خواهر شوهرش که زنی فرهیخته و مجرد بود، دوست شد. سپس با مارشاله دو میرپوا نیز رابطه‌ای دوستانه برقرار کرد. دیگر زنان اشرافی نیز به‌مرور و با دریافت رشوه وارد حلقهٔ دوستان او شدند. لویی پانزدهم به او یک برده جوان بنگالی به نام زامور هدیه داد که ژان او را آراسته کرده و به آموزش او پرداخت.
ژان خوش‌قلب ولی ولخرج بود. هنگامی که کنت و کنتس دوسن به‌دلیل بدهی از قصر خود بیرون شده بودند و کنتس هنگام مقاومت، یک مأمور را کشته بود، ژان از پادشاه خواستار عفو آن‌ها شد و از جای خود برنخاست تا پادشاه موافقت کرد: «خانم، خوشحالم که نخستین لطفی که از من می‌خواهید، بخشش است!» در موردی دیگر، با نوشتن نامه‌ای به وزیر دادگستری، جان دختر جوانی را که به‌دلیل پنهان‌کردن تولد نوزاد مرده‌اش به اعدام محکوم شده بود، نجات داد.
به‌عنوان معشوقهٔ اعلام‌شدهٔ پادشاه، ژان مرکز توجه در دربار بود. لباس‌های گران‌قیمت و جواهرات سنگینش بار مالی سنگینی بر خزانه وارد می‌کرد. دشمن اصلی او دوشس بئاتریکس دو گرامون بود که پیش‌تر ناکام در جایگزینی مادام دو پمپادور شده بود و از همان آغاز با برادرش برای حذف ژان توطئه کرد، ازجمله انتشار شب‌نامه‌هایی علیه او و پادشاه.
ژان بعدها با دوک دِاِگیون متحد شد که با دوک شوازول دشمن بود. زمانی که شوازول از جنگ هفت‌ساله بازگشته بود، قصد داشت فرانسه را وارد جنگی جدید علیه بریتانیا بر سر جزایر فالکلند کند. ژان در شب کریسمس ۱۷۷۰، این توطئه را به پادشاه گزارش داد و باعث برکناری شوازول از وزارت و تبعیدش از دربار شد.
با این‌که ژان برخلاف مادام دو پمپادور به سیاست علاقه‌ای نداشت، اما گاه‌به‌گاه در جلسات دولتی حضور می‌یافت. در خاطره‌ای نقل شده که لویی پانزدهم گفته بود: «مادام دو باری لذت‌هایی نو به من آموخت» و دوک دو نوای پاسخ داده بود: «قربان، چون تاکنون هرگز به فاحشه‌خانه نرفته‌اید!»
با وجود درآمد بالا، ژان همواره بدهکار بود و هزینه‌هایش گاه تا ۳۰۰۰ لیور در ماه می‌رسید. او تا زمان مرگ لویی پانزدهم، موقعیت خود را حفظ کرد؛ باوجود تلاش‌های شوازول و اگویون برای ازدواج پنهانی پادشاه با مادام پاتر و کنار گذاشتن ژان.